# Jože Molek
Jože Molek - Puntar, slovenski partizan, prvoborec * 1911, Breg pri Borovnici, † 1969.
Leta 1941 je vstopil v NOB. Kot odposlanec se je udeležil Zbora odposlancev slovenskega naroda v Kočevju.

## Odlikovanja
- red zaslug za ljudstvo II. stopnje
- red bratstva in enotnosti II. stopnje
- partizanska spomenica 1941